# Héliopolis (Algerien)
Héliopolis (arabisch: ھيليوبوليس) ist eine algerische Stadt in der Provinz Guelma mit 22.605 Einwohnern. (Stand: 1998)

## Geographie
Héliopolis wird umgeben von Guellat Bou Sbaa im Norden, von Guelma und Belkheir im Süden und von El Fedjoudj im Westen.